# サマセット郡 (メイン州)
サマセット郡（英: Somerset County）は、アメリカ合衆国メイン州の郡である。人口は5万0477人（2020年）。郡庁所在地はスカウヒーガンであり、同郡で人口最大の町である。

## 歴史
サマセット郡は1809年3月1日に、ケネベック郡から分離して設立された。郡名はイングランドのサマセットから採られた。

## 政治
サマセット郡はアメリカ合衆国下院議員の選挙でメイン州第2選挙区に入っている。
1996年アメリカ合衆国大統領選挙で、無所属のロス・ペロー候補が38%以上の支持を集め、第1位になった。州内では3郡しかない中の1つだった（他にノックス郡とピスカタキス郡）。2008年では、民主党のバラク・オバマが51.9%を獲得して郡を制した。
| 無党派     | 13,083 | 35.90% |
| 共和党     | 11,144 | 30.58% |
| 民主党     | 11,007 | 30.20% |
| 緑の独立党 | 1,201  | 3.29%  |
| 合計       | 36,435 | 100%   |

## 地理
アメリカ合衆国国勢調査局に拠れば、郡域全面積は4,095.37平方マイル (10,607.0 km2)であり、このうち陸地3926.50平方マイル (10,169.6 km2)、水域は168.87平方マイル (437.4 km2)で水域率は4.12%である。

### 特徴的な地形
| 山岳 - バウンダリーボールド山 - コバーン山 - ビゲロー山 - モクシー山 - サンディベイ山 | 川、湖、滝 - カラバセット川 - フラグスタッフ湖 - ケネベック川 - ムース川 - モクシー滝 |

### 主要高規格道路
- メイン州道6号線
- メイン州道8号線
- メイン州道1号線
- メイン州道16号線
- メイン州道27号線
- メイン州道100号線
- メイン州道137号線
- アメリカ国道201号線
  - アームストロング・ジャックマン越境道路
- アメリカ国道201A号線

### 隣接する郡
- アルーストック郡 - 北
- ピスカタキス郡 - 東
- ペノブスコット郡 - 東
- ウォルド郡 - 南東
- ケネベック郡 - 南
- フランクリン郡 - 南西

### カナダの自治体
- カナダ・ケベック州ル・グラニット郡 - 西
- カナダ・ケベック州ボース・サルティガン郡 - 西
- カナダ・ケベック州エチュマン郡 - 北西
- カナダ・ケベック州モンマニ郡 - 北西

## 人口動態
以下は2000年国勢調査による人口統計データである。
| 基礎データ - 人口: 50,888 人 - 世帯数: 20,496 世帯 - 家族数: 14,121 家族 - 人口密度: 5人/km2（13人/mi2） - 住居数: 28,222 軒 - 住居密度: 3軒/km2（7軒/mi2） 人種別人口構成 - 白人: 98.00% - アフリカン・アメリカン: 0.24% - ネイティブ・アメリカン: 0.41% - アジア人: 0.34% - 太平洋諸島系: 0.02% - その他の人種: 0.11% - 混血: 0.89% - ヒスパニック・ラテン系: 0.46% 先祖による構成 - イギリス系：20.9% - フランス系：17.7% - アメリカ人：15.1% - アイルランド系：11.5% - フランス系カナダ人：8.8% 言語による構成 - 英語：96.2% - フランス語：2.9% | 年齢別人口構成 - 18歳未満: 24.7% - 18-24歳: 7.0% - 25-44歳: 28.7% - 45-64歳: 25.3% - 65歳以上: 14.3% - 年齢の中央値: 39歳 - 性比（女性100人あたり男性の人口） - 総人口: 96.0 - 18歳以上: 93.3 世帯と家族（対世帯数） - 18歳未満の子供がいる: 31.6% - 結婚・同居している夫婦: 54.2% - 未婚・離婚・死別女性が世帯主: 10.1% - 非家族世帯: 31.1% - 単身世帯: 24.6% - 65歳以上の老人1人暮らし: 10.2% - 平均構成人数 - 世帯: 2.44人 - 家族: 2.87人 収入と家計 - 収入の中央値 - 世帯: 30,731米ドル - 家族: 36,464米ドル - 性別 - 男性: 29,032米ドル - 女性: 20,745米ドル - 人口1人あたり収入: 15,474米ドル - 貧困線以下 - 対人口: 14.9% - 対家族数: 11.1% - 18歳未満: 19.4% - 65歳以上: 12.5% |

## 都市と町
サマセット郡には27の町と6のプランテーションがある。下表のように3つの地区に小区分されている。
| 第1地区                              | 第2地区            | 第3地区            |
| ------------------------------------ | ------------------ | ------------------ |
| アンソン町とノースアンソン村         | フェアフィールド町 | カナーン町         |
| アセンズ町                           | マディソン町       | コーンビル町       |
| ビンガム町                           | マーサー町         | デトロイト町       |
| ブライトン・プランテーション         | ノリッジウォック町 | ピッツフィールド町 |
| ケンブリッジ町                       | スミスフィールド町 | スカウヒーガン町   |
| カラタンク町                         | ソロン町           |                    |
| デニスタウン・プランテーション       |                    |                    |
| エンブデン町                         |                    |                    |
| ハーモニー町                         |                    |                    |
| ハートランド町                       |                    |                    |
| ハイランド・プランテーション         |                    |                    |
| ジャックマン町                       |                    |                    |
| ムースリバー町                       |                    |                    |
| モスコー町                           |                    |                    |
| ニューポートランド町                 |                    |                    |
| パルミラ町                           |                    |                    |
| プレザントリッジ・プランテーション   |                    |                    |
| リプリー町                           |                    |                    |
| セントオールバンズ町                 |                    |                    |
| スタークス町                         |                    |                    |
| ザ・フォークス・プランテーション     |                    |                    |
| ウェストフォークス・プランテーション |                    |                    |

### 未編入領域
サマセット郡の未編入領域は4つの政治区分に分割され、総計82のタウンシップで構成されている。全て第1地区に入っている。

#### 中央分区
- コンコード
- レキシントン

#### 北東分区
| - メイフィールド - ボールドマウンテン - イーストモクシー - スクエアタウン - モクシーゴア - インディアンストリーム EKR | - チェイスストリーム WKR - ジョンソンマウンテン - パーリンポンド - ミザリー - サップリング - ロングポンド | - サンドウィッチ・アカデミー・グラント - トーントン & レイナム・アカデミー・グラント - ロックウッドストリップ (T1 R1) - ロックウッドストリップ (T2 R2) - ミザリーゴア |

#### 北西分区
| - キャリングプレース - キャリングプレースタウン - デッドリバー - ビゲロー - バウタウン - ピアースポンド - T3R4 BKP WKR | - フラグスタッフ - ローワーエンチャンティド - スプリングレイク(T3R5 BKP WKR) - キング & バートレット - アッパーエンチャンティド - ホッブスタウン - ヘインズタウン(T5 R6) | - ブラッドストリート - レイトン(T5 R7) - アップルトン - アッティーン - ホレブ - フォーサイス |

#### セブーモックレイク分区
| - トムヒーガン - ブラッスア - ソーンダイク - サンディベイ - ボールドマウンテン(T4R3) - アルダーブルック - ソルジャータウン - ウェストミドルセックス・キャナル・グラント - ビッグ W - リトル W - セブーモック | - プリマス - ピッツトン・アカデミー・グラント - ハモンド - プレンティス - ブレイクゴア - T4R5 NBKP - ドールブルック - コムストック - T4R17 WELS - エルムストリーム - ラセルポンド | - T5R17 WELS - T5R18 WELS - T5R19 WELS - T5R20 WELS - ビッグシックス - T6R18 WELS - T6R17 WELS - セントジョン - T7R16 WELS - T7R17 WELS - T7R18 WELS | - T7R19 WELS - T8R16 WELS - T8R17 WELS - T8R18 WELS - T8R19 WELS - T9R16 WELS - T9R17 WELS - T9R18 WELS - ビッグテン - T10R16 WELS |

## 教育

### 公共教育学区
下表は少なくとも一部が郡内に入っている公共教育学区とそれに含まれる町を示す。
- メイン州第4教育学区 - ケンブリッジ
- メイン州第12教育学区 - ジャックマン、ムースリバー
- メイン州第13教育学区 - ビンガム、モスコー
- メイン州第49教育学区 - フェアフィールド
- メイン州第53教育学区 - デトロイト、ピッツフィールド
- メイン州第54教育学区 - スコウヒガン、カナーン、マーサー、スミスフィールド、コーンビル、ノリッジウォック
- メイン州第59教育学区 - アセンズ、ブライトン・プランテーション、マディソン、スタークス
- メイン州第74教育学区 - アンソン、エンブデン、ニューポートランド、ノースアンソン村[14]、ソロン

### 高校
- カラベック高校 - ノースアンソン村[15]
- フェイス・バプテスト・クリスチャン学校 - スコウヒガン[16]
- フォレストヒルズ統合学校（幼稚園生-12年生） - ジャックマン[17]
- ローレンス高校 - フェアフィールド[18]
- マディソン地域記念高校 - マディソン[19]
- メイン自然科学アカデミー - フェアフィールド[20]
- メイン・セントラル・インスティチュート - ピッツフィールド[21]
- スコウヒガン地域高校 - スコウヒガン[22]
- アッパー・ケネベックバレー記念高校 - ビンガム[23]
- スコウヒガン絵画彫刻学校 - スコウヒガン

### 高等教育機関
- ケネベックバレー・コミュニティカレッジ

### 政治
- Somerset County Democrats
- Somerset County Republican Committee

座標: 北緯45度31分 西経69度57分 / 北緯45.51度 西経69.95度